# Scholes, Leeds
Scholes, även Scholes-in-Elmet, är en ort i West Yorkshire, England. Scholes ligger mellan Barwick-in-Elmet och Leeds. Orten hade omkring 80 invånare 1341, en folkmängd som höll sig relativt oförändrad fram till 1800-talet. Orten växte snabbt under 1900-talet och är nu nästan ihopväxt med Leeds. Orten har 2 224 invånare (2018).